# Stephanoscyphus corniformis
Stephanoscyphus corniformis är en manetart som beskrevs av Komai 1936. Stephanoscyphus corniformis ingår i släktet Stephanoscyphus, ordningen ringmaneter, klassen maneter, fylumet nässeldjur och riket djur. Inga underarter finns listade i Catalogue of Life.